# Jesper Svensson
Pour les articles homonymes, voir Svensson.
Jesper Svensson né le 2 août 1990 à Uddevalla en Suède est un triathlète professionnel,  vainqueur sur compétition Ironman. Il pratique également le swimrun et remporte la rencontre internationale d'Ö till ö en 2017.

## Palmarès

### Triathlon
Le tableau présente les résultats les plus significatifs (podium) obtenus sur le circuit national et international de triathlon depuis 2017,,.
| Année | Compétition                                         | Pays       | Position           | Temps           |
| ----- | --------------------------------------------------- | ---------- | ------------------ | --------------- |
| 2022  | Ironman Texas                                       | États-Unis | Médaille de bronze | 8 h 8 min 53 s  |
| 2022  | Challenge Vansbro                                   | Suède      | Médaille d'or      | 3 h 38 min 23 s |
| 2021  | Championnat du monde longue distance ITU            | Pays-Bas   | Médaille d'argent  | 7 h 39 min 25 s |
| 2019  | Challenge Roth                                      | Allemagne  | Médaille d'argent  | 8 h 2 min 20 s  |
| 2018  | Championnats de Suède de triathlon moyenne distance | Suède      | Médaille d'or      | 3 h 44 min 44 s |
| 2018  | Ironman Barcelone                                   | Espagne    | Médaille d'or      | 8 h 5 min 56 s  |
| 2018  | Ironman Brésil                                      | Brésil     | Médaille d'or      | 8 h 8 min 7 s   |
| 2017  | Ironman 70.3 Austin                                 | États-Unis | Médaille d'argent  | 3 h 55 min 6 s  |
| 2017  | Challenge Islande                                   | Islande    | Médaille de bronze | 3 h 59 min 25 s |
| 2017  | Challenge Finlande                                  | Finlande   | Médaille d'argent  | 3 h 51 min 56 s |

### Swimrun
| Année | Compétition | Pays  | Équipier       | Position      | Temps          |
| ----- | ----------- | ----- | -------------- | ------------- | -------------- |
| 2017  | Ö till ö    | Suède | Daniel Hansson | Médaille d'or | 7 h 58 min 6 s |